# Colusión de supermercados en Chile
La colusión de precios en los supermercados en Chile fue un convenio ilegal en el que participaron tres grandes empresas Cencosud (Jumbo y Santa Isabel), Walmart (Líder y Ekono) y SMU (Unimarc, Supermercados del Sur) entre el 2008 y 2011 con el objetivo de sacar más provecho de la venta de la carne de pollo. Además, se sumó a la investigación a los productores avícolas Ariztía, Agrosuper y Super Pollo por formar parte de esta colusión.  El Tribunal de Defensa de la Libre Competencia (TDLC) en decisión unánime condenó a estas cadenas de supermercados a una multa superior a $8.000 millones de pesos chilenos.  En suma, la Corte Suprema, duplicó la sanción llegando a un total de $21 millones divididos entre las tres empresas. Además, el SERNAC presentó una demanda colectiva luego de que la compañía Cencosud no aceptara compensar a los consumidores en el marco del Procedimiento Voluntario Colectivo.

## Antecedentes
La Fiscalía Nacional Económica (FNE) comenzó su investigación reservadamente el 25 de agosto de 2011. Luego de unos meses, la FNE obtuvo el permiso de la TDLC y la Corte de Apelaciones para ejercer “medidas intrusivas” lo que se concretó en diciembre de ese mismo año. Con el apoyo de OS-9 de Carabineros, se registró las dependencias de las cadenas de supermercados encontrando correos electrónicos de ejecutivos entre los vendedores minoristas y sus proveedores de pollo los cuales fueron confiscados. Estos demostrarían la colusión y servirían como prueba para la denuncia.
Según la investigación de la FNE, las cadenas de supermercados cumplían un rol de fiscalizadores monitoreando los precios de los locales de la competencia ubicados en la misma zona, a estas se les llamaba “zonas de competencia” o “clusters”. Los encargados comerciales eran los que se comunicaban con los proveedores de pollos para reclamar cuando un competidor estaba vendiendo bajo el precio acordado, eliminando la competencia de precios y asegurando mejores ganancias.
Respecto a los tres principales productores de pollos (Ariztía, Agrosuper y Don Pollo), según la FNE, mantenían un contacto por correos electrónicos para fijar un precio único de la lista mayorista, el que sumando IVA funcionaba por regla como un precio mínimo de venta para los minoristas. Por medio de los correos intercambiados por los encargados de compra de las cadenas de supermercados y los proveedores de pollos se pudo demostrar que esta era una práctica frecuente.
Sobre esto, el último correo anexado en la denuncia de la FNE, fue enviado por Cristian Tirado, ejecutivo de Ariztía, dirigido a Balbontín, ejecutivo de Supermercados del Sur, a 10 días de reclamar por los precios bajos de Santa Isabel. El correo exclama: 
“Desde hace unos tres años que estamos intentando regularizar el precio de oferta de los productos pollos y pavos, evitando vender bajo costo para que las cadenas NO entren en una guerra de precios. En este sentido, te pido evitar vender trutros enteros a bajo costo    como pasó hoy en Bigger Concepción, donde se ofreció el trutro entero Ariztía a $1.490 (Precio mínimo es $1.270 + IVA=$1.511). Este tema lo he hablado con todas las cadenas y de ser necesario en algún caso especial, lo seguiré reforzando”.

## Acusación
El juicio comenzó en enero del 2016. Esto cuando la FNE presentó un requerimiento ante el Tribunal acusando a las tres grandes franquicias de haber cometido una colusión para no vender pollos por debajo del precio de lista mayorista más IVA. Específicamente, la FNE denuncia a estas tres cadenas de:
“Infringir el artículo 3° inciso primero e inciso segundo letra a) del Decreto Ley N°211, al haber participado de un acuerdo o práctica concertada, por sí o a través de sus relacionadas, destinado a fijar, por intermedio de sus proveedores, un precio de venta para la carne de pollo fresca en supermercados igual o superior a su precio de lista mayorista, entre al menos los años 2008 y 2011”.
La FNE denunció principalmente que Cencosud, Walmart y SMU actuaron bajo conocimiento de que sus principales competidores se encontraban sujetos a sus reglas. Por medio de monitoreos, eran fiscalizados los eventuales incumplimientos de aquel acuerdo, solicitando a su proveedor común (Ariztía, Agrosuper y Don Pollo) la intervención sobre los que no seguían este acuerdo con el objeto de restablecer el imperio de la regla cuando se verificaba la venta de productos por debajo del precio de lo acordado. De esta manera, los supermercados denunciados, se unieron en un pacto que destruía la libre competencia de precios para lograr una cooperación práctica entre ellos.
El mismo mecanismo fue descubierto en el marco de la investigación para la acusación por el mismo hecho a las tres productoras avícolas Agrosuper, Aristía y Don Pollo que fueron condenadas en octubre de 2015. La Corte Suprema realizó multas que totalizaron 74.000 UTA, las que equivalen a más de US $55 millones en esa época.

## Sentencia
En una primera instancia, el Tribunal de Defensa de la Libre Competencia de manera unánime condenó a las cadenas de supermercados Cencosud, SMU y Walmart por colusión en el mercado de la carne de pollo fresca, aplicando una multa superior a los $8.000 millones de pesos. Luego, en el 2019, la Corte Suprema, en un fallo unánime, ratificó el fallo del TDLC y duplicó la multa, llevándola a una suma de 21 millones de dólares. Así, esta multa por separado sería de 8,2 millones de dólares para Cencosud; 4,9 millones de dólares para SMU y 7,9 millones de dólares para Walmart.  Todo esto a beneficio fiscal. No conforme con esto, en octubre del 2020, el Servicio Nacional del Consumidor (SERNAC) presentó una demanda colectiva contra Walmart y SMU tras la negativa de ambas empresas para no entregar una propuesta de compensación a sus clientes.